# Forthbron (vägbro)
Forthbron är en vägbro över Firth of Forth i Skottland, väster om Edinburgh. Den är 2515 meter lång och med ett 1006 meter långt hängbrospann. 
Bron invigdes 1964 och går över Firth of Forth mellan Edinburgh och Fife. Före dess invigning hade det funnits färjeförbindelse sedan 1000-talet. Det började diskuteras en vägbro redan på 1700-talet. 1890 invigdes istället en järnvägsbro , Forthbron bredvid det ställe den nuvarande vägbron finns. Järnvägsbron används fortfarande.
Vägen är en fyrfältsväg, med nummer A90/E15, och det finns dessutom gång och cykelbana. Bron var avgiftsbelagd för fordon, förutom cyklister och gående, till 11 februari 2008, då avgiften avskaffades.